# Чирка Микола Спиридонович
Чирка Микола Спиридонович (23.07.1907, містечко Бірки Зіньківського повіту Полтавської губернії — 19.10.1995, місто Гадяч Полтавської області) — Почесний громадянин Зіньківщини (посмертно).

## Біографія
Народився у бідній багатодітній сім'ї. Закінчив 4 класи Бірківської школи.
Із 1930 року працював у колгоспі ім. Куйбишева. Доглядав коней, був робітником колгоспного млина.
У липні 1941 року був мобілізований до Червоної Армії. У жовтні того ж року потрапив у полон під Києвом. За місяць утік із табору військовополонених під Житомиром і дістався до рідного села на Полтавщині.
Після визволення Полтавщини був повторно мобілізований до лав Червоної Армії. Воював на 1-му й 2-му Українських фронтах. Брав участь у визволенні Черкас, Умані, Ясс, Бреслау.
У складі 933-го стрілецького полка колишньої 254-ї Черкаської Червонопрапорної дивізії сапер Микола Чирка форсував Прут. За наказом командиру полку рядовий Чирка під щільним вогнем ворога здійснив кілька рейдів на західний берег річки, переправляючи туди радянських розвідників, а у зворотному напрямку — полонених «язиків».
У листопаді 1945 року повернувся після демобілізації до Бірок. Працював директором млина в місцевому колгоспі. 1948 року переїхав до м. Гадяча, де працював на харчокомбінаті. 12 років завідував млином у с.Красна Лука Гадяцького району.

## Нагороди
М. С. Чирці, єдиному з полку, за форсування річки Прут і проявлені при цьому виняткову мужність і героїзм Указом Президії Верховної Ради СРСР від 13 вересня 1944 року було присвоєно звання Героя Радянського Союзу. Нагороджений також Орденом Леніна і Золотою Зіркою, багататьма медалями. Член КПРС.